# Cat Power
Cat Power lub Chan Marshall, właściwie Charlyn Marie Marshall, (ur. 21 stycznia 1972) – amerykańska wokalistka i autorka utworów muzycznych. Słynie z minimalistycznego stylu, oszczędnej gry na gitarze czy fortepianie oraz eterycznego, niskiego głosu.

## Życiorys
Chan (wymowa podobna do Shawn lub Sean) urodziła się w Atlancie w stanie Georgia. Jej ojciec był zawodowym bluesmanem i pianistą. Jako dziecko rozwiedzionych rodziców sporo czasu spędzała w rozjazdach, podróżując między miejscami zamieszkania obojga rodziców a domem babci. Chan często wspomina ten okres w wywiadach, twierdząc, że bezustanne przemieszczanie się przygotowało ją do przyszłego życia w trasie jako zawodowy muzyk.
Po tym, jak rzuciła naukę w liceum, Chan zaczęła występować na scenie pod pseudonimem Cat Power. Towarzyszyli jej m.in. muzycy Glen Thrasher i Mark Moore. Koncertując w Atlancie często grała jako support dla zaprzyjaźnionych zespołów, takich jak Magic Bone i Opal Foxx Quartet. W wywiadach Chan podkreśla, iż jej ówczesne występy były raczej efektem bliskich kontaktów ze środowiskiem muzycznym i przyjaźni z członkami lokalnej sceny niż ambicji artystycznych. Twierdzi również, iż w owym okresie jej muzyka była raczej eksperymentalna a same koncerty były dla całego środowiska przede wszystkim okazją do alkoholowo-narkotykowych libacji.
W 1992 wraz z Glenem Trasherem przeprowadziła się do Nowego Jorku. To właśnie Trasher wciągnął ją w nowojorską scenę eksperymentalną i free jazzową. Jej pierwszy nowojorski koncert miał miejsce w magazynie na Brooklynie i był jednym z licznych improwizowanych koncertów jakie Chan dawała na początku swego pobytu w Nowym Jorku. Na jednym z tych koncertów grała jako support dla zespołu Man or Astro Man? – jej występ polegał na grze na dwustrunowej gitarze i powtarzaniu słowa „No” przez 15 minut. Mniej więcej w tym samym czasie Chan zaprzyjaźniła się z muzykami z zespołu God Is My Co-Pilot. Współpraca ta zaowocowała nagraniem przez zespół (nakładem i własnej wytwórni Making of Americans) jej pierwszego singla „Headlights” w ograniczonym nakładzie 500 egzemplarzy.
W 1994 Cat Power otwierała koncert Liz Phair w Nowym Jorku. Na koncercie poznała Steve’a Shelleya z zespołu Sonic Youth i Tima Foljahna z Two Dollar Guitar, który zachęcił ją do wydania solowego albumu i udzielił się na jej albumach Dear Sir (wyd. 1995) i Myra Lee (wyd. 1996). Oba albumy nagrane zostały tego samego dnia w grudniu 1994 w Nowym Jorku i zawierają utwory pozbawione typowych „piosenkowych” struktur, podobne bardziej do eksperymentalnych utworów, którymi zainteresował ją Trasher. W 1996 roku Cat Power podpisała kontrakt z wytwórnią Matador Records i nagrała swój trzeci album, „What Would The Community Think”, z którego pochodzą singel oraz teledysk „Nude as the News”.
Pod koniec roku 1996, po odbyciu 3-miesięcznej trasy koncertowej z nowojorskim zespołem Guv'ner, Chan zniknęła ze sceny muzycznej. Znalazła pracę jako opiekunka do dzieci w Portland w stanie Oregon, po czym przeniosła się do Prosperity w stanie Karolina Południowa, gdzie zamieszkała na farmie wraz z partnerem, Billem Callahanem, występującym pod pseudonimem Smog. Marshall zamierzała permanentnie wycofać się z muzyki, lecz podczas pewnej bezsennej nocy napisała kilka nowych piosenek. Znalazły się one na albumie „Moon Pix”, który nagrany został w Sing Sing Studios w Melbourne w ciągu zaledwie 11 dni, przy udziale takich muzyków jak Mick Turner i Jim White z zespołu Dirty Three. Album zyskał poklask krytyków i został dobrze przyjęty przez indierockową scenę. Mimo to, Marshall, jak twierdzi, znudziła się własnym materiałem i podczas swych koncertów zaczęła grywać liczne covery. Wiele z nich znalazło się na jej późniejszym albumie The Covers Record ze względu na wysoki poziom oryginalności i autorskie wykonanie. Marshall często wykonuje podczas swych występów utwory innych artystów. Ich dobór świadczy o jej eklektycznym smaku muzycznym: Gnarls Barkley, The White Stripes, Bob Dylan, Nina Simone i Will Oldham to zaledwie parę przykładów z jej repertuaru. Covery grane przez Chan charakteryzuje minimalizm w porównaniu z oryginalnym wykonaniem – melodie często sprowadzone są do oszczędnie zagranej linii melodycznej lub riffu. Marshall zdarza się także dodawać lub usuwać fragmenty utworów lub linię melodyczną. W jej wykonaniu piosenka Rolling Stonesów „I Can't Get No (Satisfaction)” jest praktycznie nierozpoznawalna.
W 2003 Marshall powróciła do regularnego grania i nagrywania muzyki wydając album You Are Free, w którym gościnnie wystąpili Eddie Vedder, Dave Grohl i Warren Ellis (Dirty Three). Wideoklip do piosenki „He War” emitowany był w paśmie Subterranean stacji MTV2.

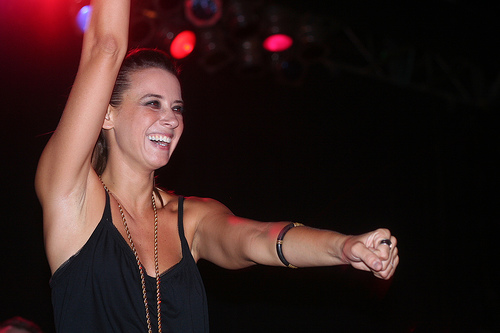
Cat Power podczas koncertu w czerwcu 2006

W roku 2004 ukazało się DVD zatytułowane Speaking for Trees – zawierające prawie dwugodzinne nagranie Chan grającej w lesie – wraz z płytą audio z osiemnastominutowym utworem „Willie Deadwilder”, z M. Wardem na gitarze. Rok 2005 artystka spędziła w trasie, grając dla pełnych sal. Supportowała również Nicka Cave’a w Australii i Patti Smith na festiwalu Meltdown.
Jej kolejny album The Greatest pojawił się na światowym rynku w styczniu 2006. Nie jest to jednak album w stylu greatest hits, a raczej efekt współpracy z wieloma zdolnymi muzykami (m.in. gitarzystą Ala Greena Teenie Hodgesem zaaranżowana przez wytwórnię Matador Records.
Na początku roku 2006 Marshall odwołała trasę koncertową po USA z powodu problemów zdrowotnych. Po dwóch dniach wytwórnia Matador Records odwołała koncerty Chan w Londynie i Paryżu. Marshall powróciła na scenę w kwietniu 2006, grając jedne ze swoich najlepszych koncertów, zarówno solo jak z zespołem Memphis Rhythm Band.
Zimą 2006 w wywiadzie dla magazynu Venus Zine Chan wyjawiła prawdziwą przyczynę odwołania trasy koncertowej. Okazało się, że problemy z alkoholem i depresja doprowadziły ją do myśli samobójczych. Chan spędziła ten okres na oddziale psychiatrycznym szpitala Mount Sinai Medical Center w Miami.
Chan zgodziła się również zostać twarzą nowej linii biżuterii firmy Chanel. Projektant Karl Lagerfeld stwierdził, iż jest ona idealną kandydatką do tej roli, ponieważ „jest jedyną kobietą, która wygląda elegancko z papierosem”. Marshall występowała również w reklamach firm Gap Inc., Cingular, De Beers i Garnier.
W styczniu 2007 Cat Power z zespołem zaskoczyła publiczność niezapowiedzianym występem na pokazie haute couture wiosna/lato domu mody Chanel w Grand Palais w Paryżu.
Marshall udzielała się w licznych akcjach charytatywnych, m.in. w kampanii reklamowej PETA. Zagrała na Fuck Cancer Benefit w 2006 roku oraz wraz z Bobem Dylanem na koncercie organizacji charytatywnej Music for Youth Foundation.
Latem 2007 roku Cat Power odbyła trasę koncertową po Ameryce Północnej wraz z zespołem Dirty Delta Blues.

## Dyskografia

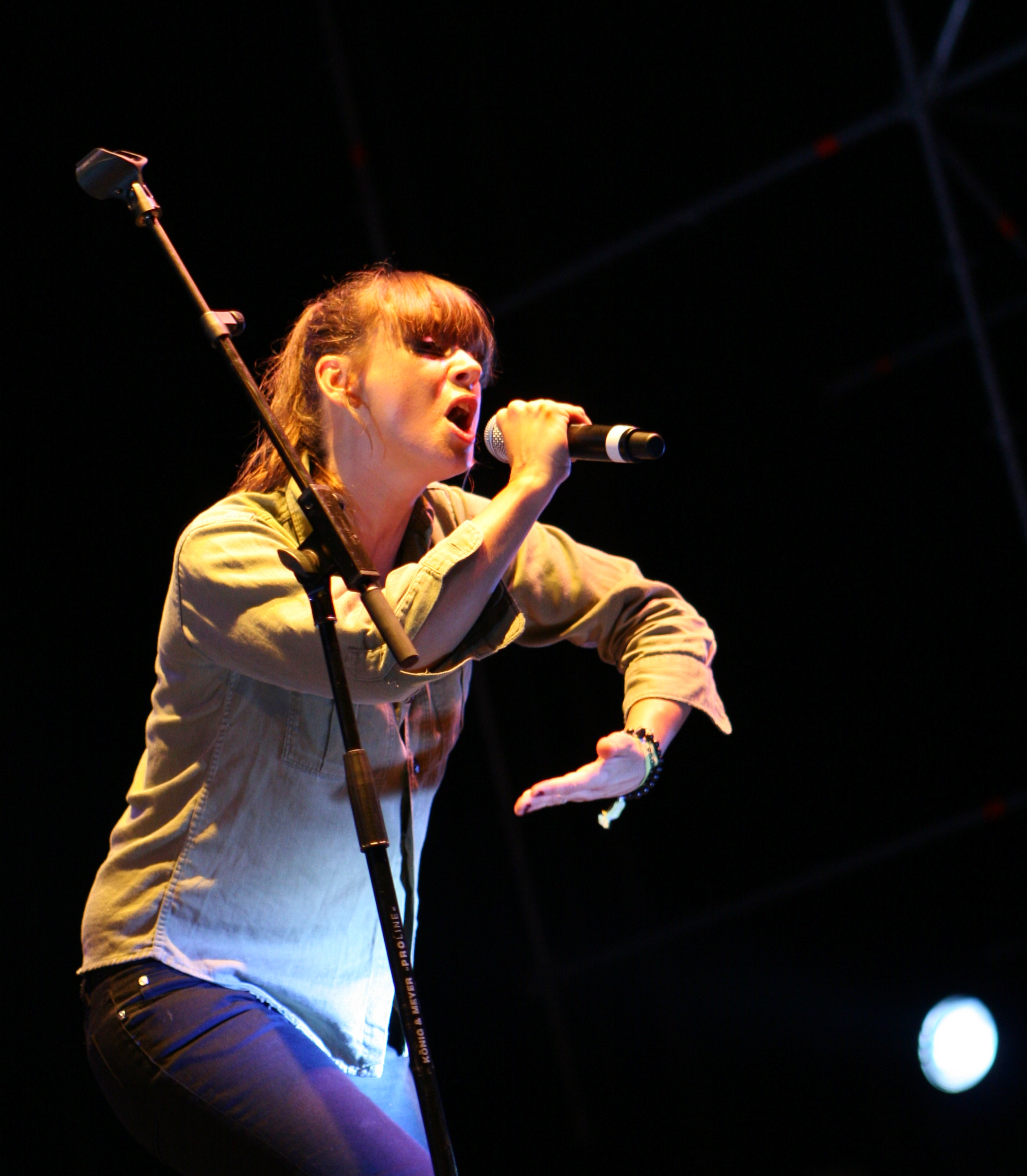
Cat Power na scenie w 2008

### Albumy
- Dear Sir CD/LP(10”) (1995, Runt Records), (wznowiony CD/LP(12”) 2001)
- Myra Lee (1996, Smells Like Records)
- What Would the Community Think (1996, Matador Records)
- Moon Pix (1998, Matador Records)
- The Covers Record (2000, Matador Records)
- You Are Free (2003, Matador Records) US #105, UK #157
- The Greatest (2006, Matador Records) US #34, UK #45, CAN #63, AUS #26
- Jukebox (2008, Matador Records)
- Dark End of the Street (2008, Matador Records)
- Sun (2012, Matador Records)
- Wanderer (2018, Domino)
- Covers (2022, Domino Recording Company)

### Single i EP-ki
- Headlights (7”, 1994, The Making of Americans) - Utwory: „Headlights”, „Darling Said Sir”
- Guv'ner in Catpowerland / Catpower Goes to Guvnerville (7”, 1996, Wiiija Records) - Utwory: Guv'ner – „Great Expectations” (Cat Power), Cat Power - „Clear the Room” (Guv'ner)
- Nude as the News (7” / CD5, 1996, Matador Records) - Utwory: „Nude as the News”, „Schizophrenia's Weighted Me Down” (Thurston Moore / Alexander Spence)
- Undercover (7”, 1996, Undercover Records) - Utwory: „Psychic Hearts” (Thurston Moore), „We Dance” (Stephen Malkmus), „Johnny's Got a Gun” (Dead Moon)
- He War (CD5, 2002, Matador Records) - Utwory: „He War”, „Good Woman”, „(I Can’t Get No) Satisfaction” (Mick Jagger & Keith Richards)
- The Greatest (7”, 2006, Matador Records) - Utwory: „The Greatest”, „Hate”
- Could We (7”, 2006, Matador Records) - Utwory: „Could We”, „Dreams” (Felice & Boudleaux Bryant's All I Have to Do Is Dream)
- Living Proof (2006, Matador Records) -
- eMusic Session EP (2006, eMusic/Matador Records) - Utwory: „The Greatest”, „Remember Me” (Otis Redding), „Ramblin’ Man” (Hank Williams), „Good Woman” - wydanie specjalne dla eMusic
- Live Session EP (2006, iTunes/Matador Records) - Utwory: „Love & Communication” (wersja akustyczna), „House of the Rising Sun”, „Wild Is the Wind” (Dimitri Tiompkin & Ned Washington), „Who Knows Where the Time Goes” (Sandy Denny)
- wydanie specjalne wyłącznie dla iTunes

### Utwory użyte w filmach i serialach TV
| Tytuł produkcji                                                                             | Typ produkcji                    | Wykorzystane utwory |
| ------------------------------------------------------------------------------------------- | -------------------------------- | --- |
| 90210                                                                                       | serial telewizyjny               | - „Ruin” (seria 5, odcinek 2 pt. The Sea Change, 15 października 2012) - „Cherokee” (seria 5, odcinek 1 pt. Til Death Do Us Part, 8 października 2012) - „Sea of Love” (seria 3, odcinek 2 pt. Age of Inheritance, 20 września 2010) |
| Austin City Limits                                                                          | serial telewizyjny, dokumentalny | seria 32, odcinek 10 pt. The Raconteurs/Cat Power, 30 grudnia 2006: - „Could We” - „Cross Bones Style I Can't Get No Satisfaction” - „I Don't Blame You” - „Lived in Bars” - „Living Proof” - „The Greatest”                         |
| Beautiful Losers, 2008, reż. Aaron Rose, Joshua Leonard                                     | film dokumentalny                | „Maybe Not” |
| Błękitny deszcz (Powder Blue), 2009, reż. Timothy Linh Bui                                  | film fabularny                   | „The Werewolf” |
| Daleka północ (North Country), 2005, reż. Niki Caro                                         | film fabularny                   | „Paths of Victory” (Bob Dylan) |
| De par en par                                                                               | serial telewizyjny               | „The Greatest” (seria 2, odcinek 4, 23 maja 2009) |
| Dedykacja (Dedication), 2007, reż. Justin Theroux                                           | film fabularny                   | „Back of Your Head” |
| Desert Blue, 1998, reż. Morgan J. Freeman                                                   | film fabularny                   | „Metal Heart” |
| Dmuchawiec (Dandelion), 2004, reż. Mark Milgard                                             | film fabularny                   | „I Found a Reason” (The Velvet Underground) |
| Druckfrisch                                                                                 | serial telewizyjny               | - „Satisfaction” (seria 4, odcinek 2, 5 marca 2006) - „Wonderwall” (seria 4, odcinek 1, 5 lutego 2006) |
| Habibti min elskede, 2002, reż. Pernille Fischer Christensen                                | film fabularny, krótkometrażowy  | „I Found a Reason” (Lou Reed) |
| Hotel New Rose (New Rose Hotel), 1998, reż. Abel Ferrara                                    | film fabularny                   | „In This Hole” |
| Jack uczy się pływać (Jack Goes Boating), 2010, reż. Philip Seymour Hoffman                 | film fabularny                   | „Where Is My Love” |
| Jackpot, 2001, reż. Michael Polish                                                          | film fabularny                   | - „In This Hole” - „Naked, If I Want To” (Jerry A. Miller Jr.), jako „Naked If I Want To Be” |
| Jagodowa miłość (My Blueberry Nights) 2007, reż. Wong Kar-Wai                               | film fabularny                   | - „Living Proof” - „The Greatest” |
| Juno, 2007, reż. Jason Reitman                                                              | film fabularny                   | „Sea of Love” (John Phillip Baptiste & George Khoury) |
| Kości (Bones)                                                                               | serial telewizyjny               | „The Greatest” (seria 2, odcinek 1 pt. The Titan on the Track, 30 sierpnia 2006) |
| Ktoś całkiem obcy (Perfect Stranger), 2007, reż. James Foley                                | film fabularny                   | „Troubled Waters” (Sam Coslow & Arthur Johnston) |
| Kumple (Skins)                                                                              | serial telewizyjny               | - „Fool” (seria 3, odcinek 4 pt. Pandora, 12 lutego 2009) - „Hate” (seria 2, odcinek 2 pt. Sketch, 18 lutego 2008) |
| Mamut (Mammoth), 2009, reż. Lukas Moodysson                                                 | film fabularny                   | „The Greatest” |
| Multiple Sarcasms, 2010, reż. Brooks Branch                                                 | film fabularny                   | „Maybe Not” |
| Na progu nieba (Under Heaven), 1998, reż. Meg Richman                                       | film fabularny                   | „In This Hole” |
| Oby do wiosny (Winter Passing), 2005, reż. Adam Rapp                                        | film fabularny                   | „Nude as the News” |
| Poślubione armii (Army Wives)                                                               | serial telewizyjny               | - „The Greatest” (seria 1, odcinek 1 pt. A Tribe Is Born, 3 czerwca 2007) - „The Moon” (seria 1, odcinek 1 pt. A Tribe Is Born, 3 czerwca 2007)                                                                                      |
| Przerwane objęcia (Los abrazos rotos ), 2009, reż. Pedro Almodóvar                          | film fabularny                   | „Werewolf” |
| Ricky, 2009, reż. François Ozon                                                             | film fabularny                   | „The Greatest” |
| Sekretne życie dentysty (The Secret Lives of Dentists), 2002, reż. Alan Rudolph             | film fabularny                   | „I Found a Reason” (Lou Reed) |
| Stosunki międzymiastowe (Going the Distance), 2010, reż. Nanette Burstein                   | film fabularny                   | „Could We” |
| Subrosa, 2000, reż. Helen Lee                                                               | film fabularny, krótkometrażowy  | „Sea of Love” (John Phillip Baptiste & George Khoury) |
| Szkoła zgorszenia (Assassination of a High School President), 2008, reż. Brett Simon        | film fabularny                   | „Speak for Me” |
| Szukając jednookiego Jezusa (Searching for the Wrong-Eyed Jesus), 2003, reż. Andrew Douglas | film dokumentalny                | „Crossbones Style” |
| The Hottest State, 2006, reż. Ethan Hawke                                                   | film fabularny                   | „It's Alright to Fail” |
| Tout est parfait, 2008, reż. Yves Christian Fournier                                        | film fabularny                   | - „Maybe Not” - „Troubled Water” (Sam Coslow & Arthur Johnston) |
| Trans (Trance), 1998, reż. Michael Almereyda                                                | film fabularny                   | „Rockets” |
| V jak vendetta (V for Vendetta), 2005, reż. James McTeigue                                  | film fabularny                   | „I Found a Reason” (Lou Reed) |
| Vern, 2004, reż. Suzi Yoonessi                                                              | film krótkometrażowy, dokument   | muzyka |
| W ciszy (The Quiet), 2005, reż. Jamie Babbit                                                | film fabularny                   | „Maybe Not” |
| Wszystkie wcielenia Tary (United States of Tara)                                            | serial telewizyjny               | „Metal Heart” (seria 2, odcinek 9 pt. The Family Portrait, 17 maja 2010) |
| Zachować twarz (Saving Face), 2004, reż. Alice Wu                                           | film fabularny                   | „I Found a Reason” (Lou Reed) |
| I’m Not There. Gdzie indziej jestem, 2007, reż. Todd Haynes                                 | film fabularny                   | „Stuck Inside of Mobile with the Memphis Blues Again” (Bob Dylan) |
| Znów mam 17 lat (17 Again), 2009, reż. Burr Steers                                          | film fabularny                   | „The Greatest” |
| Opowieść podręcznej (The Handmaid's tale),2017, reż. Kari Skogland                          | serial telewizyjny               | "Hate" |

## Filmografia
| Rok produkcji | Tytuł filmu, reżyser                                     | Role                                      | Uwagi |
| ------------- | -------------------------------------------------------- | ----------------------------------------- | --- |
| 2007          | Sleepwalkers, reż. Doug Aitken                           | Tancerka pracująca jako urzędniczka FedEx | film krótkometrażowy; Chan pojawia się również w instalacji Douga Aitkena Sleepwalkers w nowojorskim MOMA |
| 2007          | Jagodowa miłość (My Blueberry Nights), reż. Wong Kar-Wai | Katya                                     | |
| 2009          | American Widow, reż. C.S. Leigh                          | Śpiewająca kobieta                        | |
| 2015          | Janis: Little Girl Blue, reż. Amy Berg                   | głos Janis Joplin                         | film dokumentalny o Janis Joplin                                                                          |